# Lage Bergse Bos

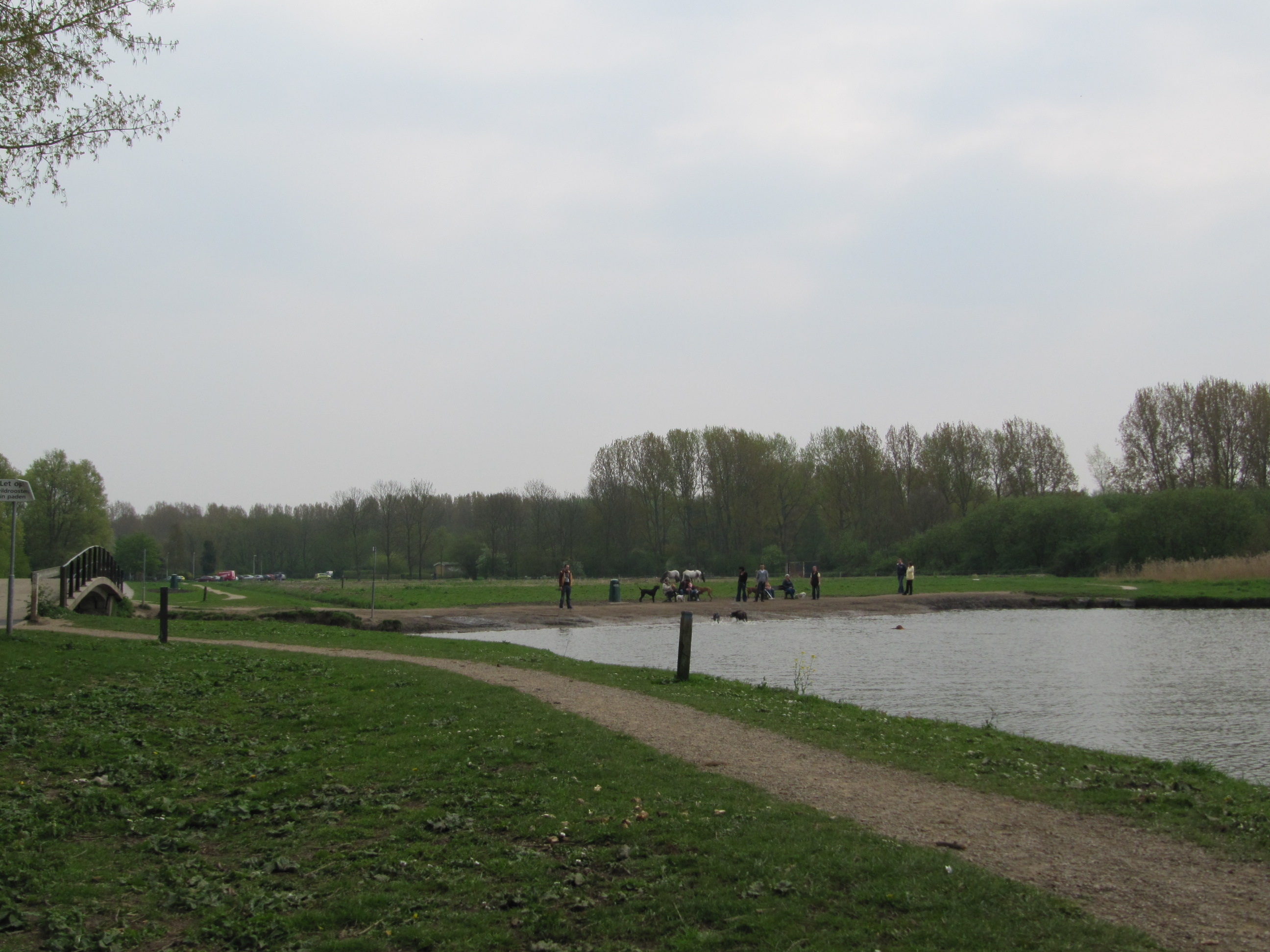
Hondenstrand

Het Lage Bergse Bos is een recreatiegebied in de gemeente Lansingerland, in de Nederlandse provincie Zuid-Holland. Het werd aangelegd in 1970 en heeft een oppervlakte van 216 hectare. Ten oosten van het gebied bevindt zich het Hoge Bergse Bos. Beide zijn onderdeel van het recreatiegebied de Rottemeren.
Rond 1500 werd er in het gebied turf gestoken, waardoor na verloop van tijd waterplassen ontstonden. Met windmolens werd het gebied weer drooggelegd; in 1914 nam elektrische bemaling het over. In 1970 werd begonnen met de aanleg van het bosgebied.
In 2019 is gestart met de verlenging van de A16, met een half verdiepte tunnel door het Lage Bergse Bos. Hiervoor is een deel van de begroeiing verwijderd. Als de tunnel in 2022 gereed is, wordt het tunneldak voorzien van nieuwe begroeiing.